# Разінський сільський округ
Ра́зінський сільський округ (каз. Разин ауылдық округі, рос. Разинский сельский округ) — адміністративна одиниця у складі Шемонаїхинського району Східноказахстанської області Казахстану. Адміністративний центр — село Красна Шемонаїха.
Населення — 1080 осіб (2021; 1553 у 2009, 1654 у 1999, 1791 у 1989).
Станом на 1989 рік існувала Разінська сільська рада (села Білий Камінь, Красна Шемонаїха, Медведка, селище Роз'їзд Казахсан). Селище Казахстанський було ліквідоване 2014 року.

## Склад
До складу округу входять такі населені пункти:
| Населений пункт                  | Старі назви       | Населення, осіб (1989) | Населення, осіб (1999) | Населення, осіб (2009) | Населення, осіб (2021) |
| -------------------------------- | ----------------- | ---------------------- | ---------------------- | ---------------------- | ---------------------- |
| Білий Камінь, село               | -                 | 374                    | 307                    | 289                    | 152                    |
| Казахстанський, станційне селище | Роз'їзд Казахстан | 20                     | 12                     | 12                     | -                      |
| Красна Шемонаїха, село           | -                 | 800                    | 776                    | 752                    | 619                    |
| Медведка, село                   | -                 | 597                    | 559                    | 500                    | 309                    |